# Josef Brož (kartograf)
Josef Brož (1. srpna 1844, Libeň – 27. listopadu 1930, Praha) byl český pedagog a kartograf.

## Kariéra
Pocházel z rodiny dřevorytce, ale stal se učitelem, kterým byl od roku 1875 až do roku 1910, tj. do odchodu do výslužby na závěr svého působení ředitele školy u sv. Štěpána v Praze.
Výtvarný talent nicméně využil v bohatém kartografickém díle. Vytvořil celou řadu plánů Prahy včetně Monumentálního plánu král. hl. m. Prahy a sousedních obcí v měřítku 1:5000 z roku 1885. Zpracoval ale také mapu Moravy s plánem Brna (1881), školní atlasy, různé historické mapy apod.
Psal také články do časopisů Zlatá Praha, Zeměpisný sborník a věnoval se také kaligrafii.
Byl ženatý a měl čtyři syny.